# Frazzanò
Frazzanò – miejscowość i gmina we Włoszech, w regionie Sycylia, w prowincji Mesyna.
Według danych na rok 2004 gminę zamieszkiwało 959 osób, 159,8 os./km².